# Leonie Welsch
Leonie Welsch (* 29. Januar 1996 in Filderstadt) ist eine deutsche Volleyball- und Beachvolleyballspielerin.

## Karriere Halle
Als Siebenjährige begann Welsch mit dem Volleyball und spielte als Jugendliche beim TV Rottenburg. Mit der Jugend-Auswahl Baden-Württembergs wurde sie 2012 beim Bundespokal in Hannover Dritte. 2014/15 spielte Welsch in der zweiten Bundesliga bei Allianz MTV Stuttgart II.

## Karriere Beach
Seit 2010 spielt Welsch auch Beachvolleyball. Ihre Standardpartnerin war seit 2013 Lisa Arnholdt aus Mutlangen, mit der sie in ihrem ersten gemeinsamen Jahr in Kiel Deutsche U19-Vizemeisterin und in Grimma Deutsche U18-Meisterin wurde. Anschließend wurde sie an der Seite von Sarah Schneider bei der U18-EM im belarussischen Maladsetschna Vize-Europameisterin. 2014 wurde Welsch mit Constanze Bieneck in Porto bei der U19-WM Neunte. 2015 gewann Welsch mit Arnholdt in Dresden die deutsche U20-Meisterschaft. Bei der U20-WM in Larnaka spielte Welsch zusammen mit Leonie Klinke. Im Viertelfinale verletzte sie sich am Kreuzband und fiel anschließend fast ein Jahr aus. 2017/2018 spielte Welsch wieder mit Lisa Arnholdt, mit der sie bei der U22-Europameisterschaft in Baden Dritte wurde. Bei den deutschen Meisterschaften 2017 und 2018 blieben sie sieglos. Für 2019 war Anika Krebs ihre Partnerin. Mit Antonia Stautz qualifizierte sich Welsch über die Comdirect Beach Tour 2020 für die deutsche Meisterschaft, bei der sie auf Platz 13 landete. Auf der German Beach Tour 2021 spielte sie mit Hannah Ziemer und Laura Mählmann, konnte sich aber nicht für die deutsche Meisterschaft qualifizieren.

## Berufliches
Welsch studiert Psychologie an der Eberhard Karls Universität Tübingen.